# 亞美尼亞鎮 (松索納特省)
亞美尼亞鎮（西班牙語：Armenia）是薩爾瓦多的城鎮，位於該國西部，由松索納特省負責管轄，面積65.64平方公里，海拔高度588米，2007年人口34,912，人口密度每平方公里531.87人。